# سوزانه برنرت
سوزان برنرت (آلمانی: Suzanne Bernert؛ زادهٔ ۲۶ سپتامبر) هنرپیشه آلمانی است که عمدتاً در فیلم‌های هندی به زبان‌های مختلف کار می‌کند. او در فیلم‌هایی مانند سفر ماه عسل با پی‌وی‌تی.ال‌تی‌دی بازی کرده‌است. او در سریال‌های تلویزیونی مانند 7 RCR و Kasautii Zindagii Kay. هم بازی کرده‌است.
او به زبان‌های فرانسوی، ایتالیایی، انگلیسی، آلمانی، اسپانیایی، هندی، ماراتوی و بنگالی سخن می‌گوید. او در سریال  Chakravartin Ashoka Samrat از تلویزیونی "Colors TV" به عنوان نامزد اولین خواننده خارجی انتخاب شد و از او تقدیر و تشکر شد. او همچنین در سریال Star Plus سری Yeh Rishta Kya Kehlata Hai هم ظاهر شد.
سوزان اهل دتمولد در آلمان است. مادرش مونیکا و پدرش مایکل، در لیندوو، آلمان زندگی می‌کنند.. زمانی که او در ۱۹سالگی بود به مدت سه سال اقدام به یادگیری رقص باله کرد تحت نظر Heidelotte Diehl در برلین. سوزان سرپرست اصلی فیلم The Destined Hearts بود، که در سال ۲۰۰۳ توسط Anant Duseja فیلمساز هند ساخته شد، که ضرب گلوله در دبی کشته شد. و این فیلم هنوز منتشر نشده‌است.
او او در سال ۲۰۰۵ به بمبئی نقل مکان کرد. او می‌تواند صحبت کند به زبان‌های هندیهای مراتی و بنگالی. سوزان در مجموعهای از سریال تلویزیونی (از جمله بنگالی و ماراتشی) کار کرده‌است(including Bengali and Marathi). او همچنین در فیلم‌ها و سریال‌های بنگالی و مارتاتی کار می‌کند. . برنرت در مقابل عامر خان کارکرده است. وی با ترویج گردشگری جیپور در یک فیلم کوتاه با عنوان Padharo India تبلیغ کرد. . سوزان اولین خواننده خارجی بود که در نمایش رقص مشهور لوونی به نمایش پایانی - Dholkichya Talavar Reality Show RDP / Thinkers Logical مشغول بود. .
سوزان در فیلم نخست‌وزیر تصادفی به عنوان سونیا گاندی که قرار است در تاریخ ۱۱ ژانویه ۲۰۱۹ پخش شود بازی کرده‌است. . او به عنوان نقش برجسته سینما و تلویزیون هند در جشنواره بین‌المللی فیلم راجستان ۲۰۱۸ انتخاب شده‌است.

## زندگی شخصی

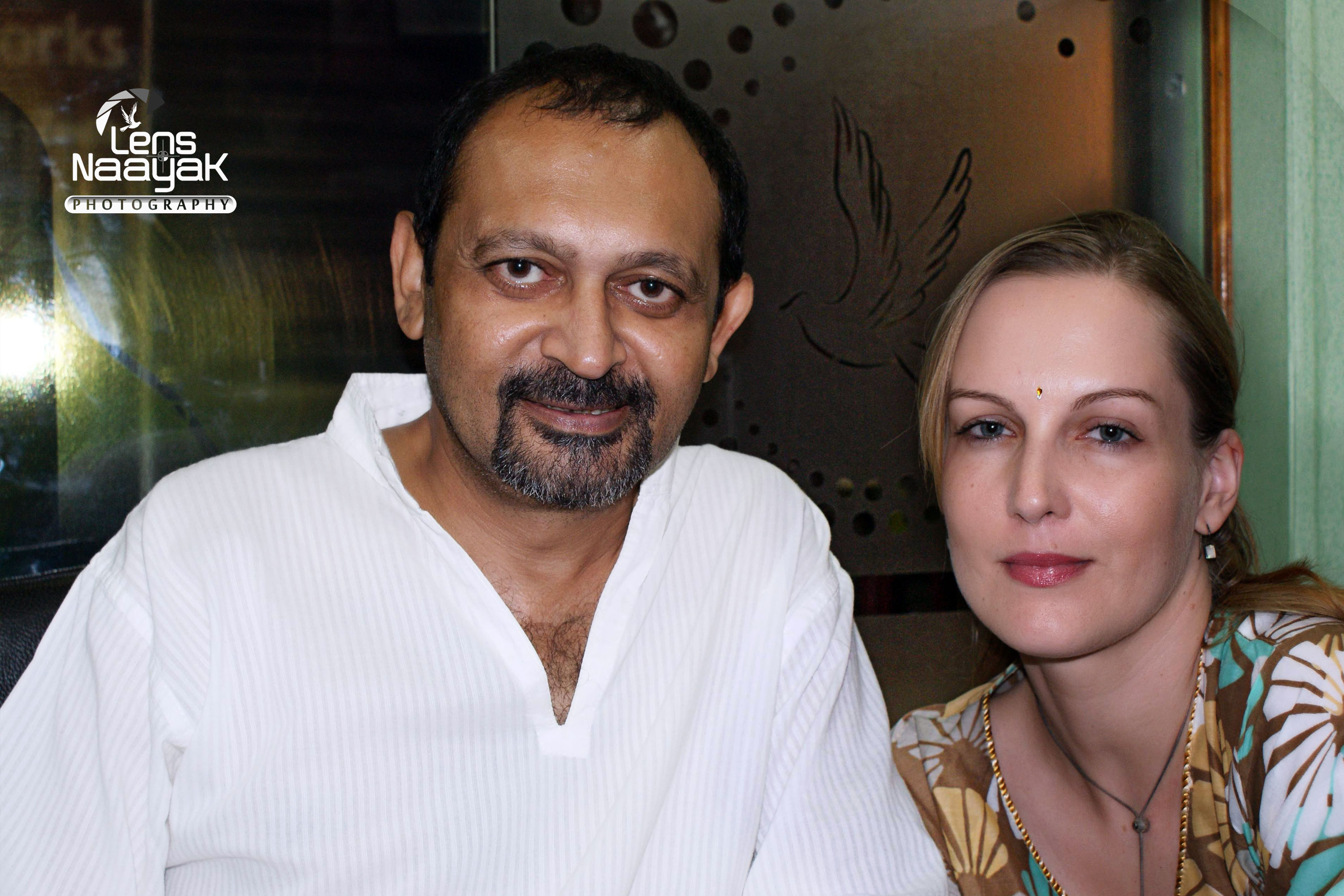
سوزان با شوهرش Akhil Mishra

سوزان در ۳ فوریه ۲۰۰۹ با یک بازیگر به نام اخیل میشرا در یک دادگاه مدنی ازدواج کرد. آنها در تاریخ ۳۰ سپتامبر ۲۰۱۱ دوباره با یک روش سنتی ازدواج کردند.
سوزان با یک سازمان خدمات اجتماعی در هند مشغول به کار بود و فیلم کوتاهی را برای سازمان ملل متحد انجام داد.

## فیلم‌شناسی
- تصادف نخست‌وزیر به عنوان سونیا گاندی[۱۸]
- بیش از گوپال (Marathi)[۱۹][۲۰]
- Ramdhanu - رنگین کمان (بنگالی) به عنوان جنیفر
- عشق دستور (هندی) به رضا[۲۱]
- Padharo هند (هندی) به عنوان رادا
- Iti Mrinalini (بنگالی) به عنوان Julia Campbell[۲۲]
- هیچ مشکل (هندی) به عنوان Zandulal, Savitri
- شاهرخ گفت تو خوشگلی" (هندی) به عنوان استفانی مایر
- به نام تای به عنوان بهترین دوست تای
- Kram (هندی) به عنوان خانم ماتور
- Pranali: سنت (هندی) به عنوان جودی.[۲۳]
- Dusarya Jagatli-از جهانی دیگر (Marathi) به عنوان سوزان ویلیام
- Gallit Ghondalهای Dillit Mujra (Marathi) به عنوان ربکا
- Maathi (انگلیسی/هندی) به عنوان هلن
- سفر ماه عسل با پی‌وی‌تی.ال‌تی‌دی به عنوان Ditta
- مقصد قلب (منتشر نشده) شخصیت سرب
- توقف!  (انگلیسی/هندی) به عنوان Suzan

## تلویزیون
- Porus به عنوان ملکه ادا از Caria / 2018
- جرم و جنایت گشت به سوزان براون / ۲۰۱۸
- بن Kuch Kahe به عنوان سیمون میراندا / ۲۰۱۷
- Yeh Rishta Kya Kehlata Hai به عنوان مارتا / ۲۰۱۶
- Chakravartin آشوکا Samrat به عنوان ملکه هلنا[۲۴][۲۵] / ۲۰۱۴–۲۰۱۶
- Samvidhaan به عنوان روزنامه‌نگار[۲۶][۲۷]
- 7 RCR به عنوان سونیا گاندی[۲۸]
- Ambat Goad به عنوان Genelia[۲۹]
- CID رم[۳۰]
- Shaitaan: جنایی ذهن به عنوان سونیا[۳۱]
- Ek Hazaaron Mein Meri بهنا Hai به عنوان لیز
- Savdhaan هند (جرم هشدار) به عنوان آنی اسکات
- Unch Maaza Zoka ظاهر ویژه
- Dholkichya Talavar واقعیت نشان می‌دهد RDP/متفکران منطقی به خودش[۹]
- جانسی Ki Rani به عنوان معشوقه Moreland
- Sanskaar Laxmi به عنوان جنیفر
- Jeevan Saathi به عنوان لیدیا
- Kalaye Tasmaye Namaha (Marathi) به عنوان جنیفر
- Jeete Hainهای Jiske Liye (هندی) به عنوان Paulina
- Mera Dil Diwaana (هندی) به عنوان جنیفر
- JamegiJodi.com (Hindi) به عنوان کاترین
- Kasautii Zindagii کی به عنوان دوریس Bajaj 2006 تا پایان نشان می‌دهد به عنوان اولین خارجی Bahu
- آیسا Des Hai Mera به عنوان لیندا همیلتون
- Astitva...Ek Prem Kahani به عنوان کاترین